# Soultzbach-les-Bains
Soultzbach-les-Bains (niem. Bad Sulzbach) to miejscowość i gmina we Francji, w regionie Grand Est, w departamencie Górny Ren.
Według danych na rok 1990 gminę zamieszkiwało 588 osób, a gęstość zaludnienia wynosiła 83 osób/km² (wśród 903 gmin Alzacji Soultzbach-les-Bains plasuje się na 415. miejscu pod względem liczby ludności, natomiast pod względem powierzchni na miejscu 373.).